# جوسيف ويلزمولر
جوسيف ويلزمولر (بالألمانية: Josef Welzmüller)‏ هو لاعب كرة قدم ألماني في مركز الدفاع، ولد في 10 يناير 1990 في ميونخ في ألمانيا. لعب مع نادي فورستنفلدبروك ‏.

## وصلات خارجية
- جوسيف ويلزمولر على موقع قاعدة بيانات كرة القدم.إي يو (الإنجليزية)
- جوسيف ويلزمولر على موقع بيانات كرة القدم. دي إي (الألمانية)
- جوسيف ويلزمولر على موقع عالم كرة القدم.نت (الإنجليزية)